# Episodi de I misteri di Murdoch (quattordicesima stagione)
La quattordicesima stagione della serie televisiva I misteri di Murdoch è stata trasmessa in anteprima in Canada dalla CBC tra il 4 gennaio 2021 e il 15 marzo 2021.
La stagione è inedita in Italia.
| nº | Titolo originale                 | Titolo italiano | Prima TV USA     | Prima TV Italia |
| -- | -------------------------------- | --------------- | ---------------- | --------------- |
| 1  | Murdoch and the Tramp            |                 | 4 gennaio 2021   |                 |
| 2  | Rough and Tumble                 |                 | 11 gennaio 2021  |                 |
| 3  | Code M for Murdoch               |                 | 18 gennaio 2021  |                 |
| 4  | Shock Value                      |                 | 25 gennaio 2021  |                 |
| 5  | Murder Checks In                 |                 | 1º febbraio 2021 |                 |
| 6  | The Ministry of Virtue           |                 | 8 febbraio 2021  |                 |
| 7  | Murdoch Escape Room              |                 | 15 febbraio 2021 |                 |
| 8  | The Dominion of New South Mimico |                 | 22 febbraio 2021 |                 |
| 9  | The .38 Murdoch Special          |                 | 1º marzo 2021    |                 |
| 10 | Everything is Broken Part One    |                 | 8 marzo 2021     |                 |
| 11 | Everything is Broken Part Two    |                 | 15 marzo 2021    |                 |